# Tenement Museum

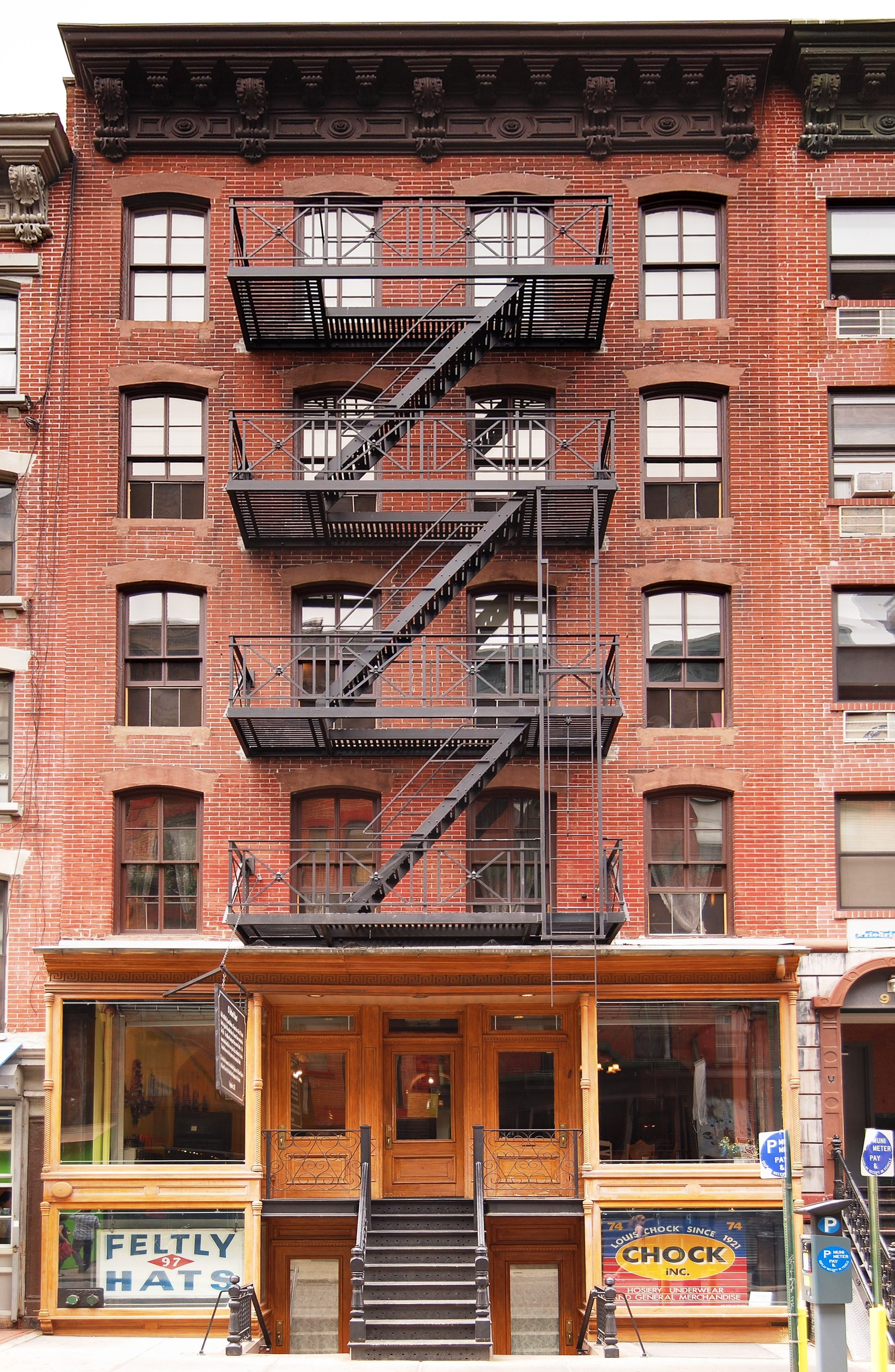
Museet och före detta hyreskasernen på Orchard Street 97.

Tenement Museum, egentligen Lower East Side Tenement Museum, är ett museum som är beläget i en före detta hyreskasern på Orchard Street 97 i Lower East Side på Manhattan i USA. Det visar hur den immigrerande arbetarklassen levde i området i allmänhet och i huset i synnerhet från att det byggdes år 1865 tills den sista hyresgästen lämnade huset 1935. Museet öppnade 1992 och år 2011 öppnades ett besöks- och utbildningscenter på Orchard Street 103. Det fungerar också som museets shop, samlingsplats och biljettkassa.
Museet och byggnaden klassades som National Historic Site 12 november 1998.

## Huset
Hyreshuset på Orchard Street uppfördes av den tyskfödda immigranten Lukas Glockner 1863. Det byggdes om flera gånger för att uppfylla stadens framväxande hyresfastighetsregler. Huset fick 22 lägenheter och restaurang en trappa ner. Det byggdes senare om så att de två lägenheterna i källarvåningen och de fyra lägenheterna i entréplan omvandlades till lokaler för näringsverksamhet och 16 lägenheter återstod.
Ursprungligen hade huset brunn med färskvatten och utedass på gården. Med tiden adderades rinnande kallt vatten i varje lägenhet, två vattenklosetter per våning, ett ventilationsschakt, gas och elektricitet. Utedassen har grävts ut och restaurerats.
År 1935 valde hyresvärden att säga upp de sista hyresgästerna och därmed slippa de ombyggnader som krävdes för att uppfylla reglerna. Näringsverksamheten i källaren och entréplan behölls men fönstren ovanför spikades igen och våningsplanen stängdes. Då hade nästan 7 000 hyresgäster bott i huset sedan det byggdes 1863. Våningsplanen öppnades inte igen förrän grundarna av museet blev involverade i byggnaden 1988.

## Museet
Historikern Ruth Abram ville skapa ett museum som visade New Yorks immigranter och ville att det skulle utgå ifrån New Yorks hyresfastigheter i de områden immigranterna bosatte sig. Dessa fastigheter kallades tenements, ungefär "hyreskaserner". År 1988, när Ruth Abram och kompanjonen Anita Jacobsen tittade på en lokal i en sådan fastighet från vilken de tänkte erbjuda guidade turer på Lower East Side upptäckte de att våningarna ovanför var orörda sedan länge. De beslutade sig för att göra hela fastigheten till ett museum.
Museet öppnade 1992 med en permanent utställning i restaurerad lägenhet som den sett ut när de tysk-judiska familjen Gumpertz bodde i den 1878.
Museet är bara möjligt att besöka i guidade grupper. Dessa har olika teman och utgår från hyresgästerna, både boende och näringsidkare. Museet erbjuder också guidade turer i området. I besökscentret bedrivs forskning och här hålls även föreläsningar och work-shops.